# مون‌پلیه (ورمانت)
مون‌پلیه (Montpelier) مرکز ایالت ورمانت در ایالات متحده آمریکا است.
ساختمان پایتخت ایالت ورمانت در این شهر قرار دارد.